# Rimboval
Rimboval là một xã trong tỉnh Pas-de-Calais, vùng Hauts-de-France, Pháp.

## Địa lý
Rimboval có cự ly 10 dặm Anh (16 km) về phía đông bắc Montreuil-sur-Mer trên đường D149.

## Dân số
| 1962                                                              | 1968 | 1975 | 1982 | 1990 | 1999 | 2006 |
| ----------------------------------------------------------------- | ---- | ---- | ---- | ---- | ---- | ---- |
| 175                                                               | 187  | 151  | 161  | 146  | 124  | 125  |
| Số liệu điều tra dân số tính từ năm 1962, dân số chỉ tính một lần |      |      |      |      |      |      |

## Địa điểm nổi bật
- Nhà thờ St.Omer, thế kỷ 16.
- A watermill